# 阿克米 (密歇根州)
阿克米（英語：Acme）是位於美國密歇根州大特拉弗斯縣阿克米鎮區的一個非建制地區。

## 地理
阿克米所處的海拔為高於海平面180米（即591英呎），而該地所採用的時區為UTC-5，即北美东部時區（EST）。同時該地設有夏令時間，為UTC-5調快一小時，即UTC-4（EDT）。